# Ratpenat frugívor angolès
El ratpenat frugívor angolès (Lissonycteris angolensis) és una espècie de ratpenat de la família dels pteropòdids. Viu a Angola, Burkina Faso, Burundi, el Camerun, la República Centreafricana, la República del Congo, la República Democràtica del Congo, Costa d'Ivori, Guinea Equatorial, Etiòpia, Gàmbia, Ghana, Guinea, Guinea-Bissau, Kenya, Libèria, Moçambic, Nigèria, Ruanda, el Senegal, Sierra Leone, el Sudan, el Sudan del Sud, Tanzània, Togo, Uganda, Zàmbia i Zimbàbue. Viu a una gran diversitat d'hàbitats naturals, que van des dels boscos tropicals de l'estatge montà fins a les sabanes humides, passant pels boscos humits tropicals de plana i les zones boscoses. És una espècie en risc mínim, és a dir, no sembla que hi hagi cap amenaça significativa per a la seva supervivència.

## Taxonomia
La taxonomia d'aquesta espècie encara està en flux. Normalment s'hi inclouen cinc subespècies diferents:
- L. angolensis angolensis — Bocage, 1898
- L. angolensis goliath — Bergmans, 1997
- L. angolensis petraea — Bergmans, 1997
- L. angolensis ruwenzorii — Eisentraut 1965
- L. angolensis smithii — Thomas, 1908

Aquest és el criteri seguit per la Unió Internacional per a la Conservació de la Natura (UICN) i Mammal Species of the World, entre altres fonts.
Tanmateix, hi ha científics que pensen que L. angolensis és en realitat un complex d'espècies que s'hauria de subdividir en diverses espècies diferents (sovint quatre, deixant L. angolensis ruwenzorii com a subespècie).